# Катакомби (фільм)
«Катакомби» (англ. Catacombs) — американський фільм жахів 2007 року, головні ролі в якому зіграли Шеннін Соссамон та Алесія Мур (відоміша як співачка Pink). Спільний проект компаній «Twisted Pictures» та «Lions Gate Films».

## Сюжет
Молода американка на ім'я Вікторія, що переживає психологічні проблеми і приймає антидепресанти, приїжджає в Париж на запрошення своєї сестри Керолін. Керолін запрошує її на вечірку в паризьких катакомбах, які, за її словами, є великою масовою могилою: 200 років тому тут було поховано декілька мільйонів мерців. На вечірці в підземеллі, де зібрались десятки людей, Жан Мішель розповідає їй страшну історію про людину з козлячою маскою, що живе в катакомбах, який був вихований сатанинською сектою.
Відірвавшись від гурту, Керолін та Вікторія заплутались в коридорі, несподівано на них хтось нападає в темряві. Включивши ліхтарик, Вікторія бачить свою сестру із перерізаним горлом та людину в масці козла, який починає за нею погоню. Із великими труднощами вона добирається до місця вечірки, в цей момент починається поліцейська облава. Вікторія втрачає свідомість, прийшовши до себе, вона бачить, що залишилась зовсім одна. Блукаючи в лабіринті, вона зустрічає Анрі, іншого відвідувача вечірки, що заблукав. П'яний Анрі провалюється в яму і ламає ногу, після безуспішних спроб витягнути попутника Вікторія залишає його в темряві. Але коли вона повернулась, Анрі вибравшись із ями, починає душити її, і їй прийшлося вдарити його у скроню.
Подальші блукання катакомбами приводять Вікторію до того, що хтось знову починає за нею погоню. Сховавшись за кутом, вона б'є переслідувача кіркою. Через декілька хвилин з'являється Керолін та її друзі, які пояснюють, що це був жарт: людиною в козлячій масці був один із них, але через поліцейську облаву вони загубили Вікторію. Компанія помічає людину, якій Вікторія завдала смертельного удару, ним виявився Жан Мішель. Керолін починає сварити свою сестру, доводячи її до сильної істерики, під час якої Вікторія вбиває всіх присутніх. Вибравшись на поверхню, Вікторія сідає в таксі та їде в аеропорт.

## У ролях
- Шеннін Соссамон — Вікторія
- Pink — Керолін
- Міхай Станеску — Жан Мішель
- Еміль Хостіна — Анрі
- Кебрал Ібака — Х'юго
- Раду Андрей Міку — Ніко
- Каін Манолі — Леон
- DJ Kosta — ді-джей

## Зйомки та прем'єра
Зйомки фільму проходили в Румунії. У 2007 році фільм вийшов в кінотеатрах Італії, Латвії, Росії (де він зібрав близько $381 тис.) та в деяких інших країнах. В США прем'єра фільму відбулась у жовтні 2007 року у video-on-demand сервісі мережі Fearnet, якою володіє Comcast, Sony Pictures TV та Lionsgate. Фільм був також доступний користувачам FEARnet.com. У лютому 2008 року відбувся DVD-реліз на американському ринку.

## Касові збори
Під час показу в Україні, що розпочався 30 серпня 2007 року, протягом перших вихідних фільм демонстрували на 10 екранах, що дозволило йому зібрати $13,491 і посісти 10 місце в кінопрокаті того тижня. Загалом фільм в кінопрокаті України пробув 1 тиждень і зібрав $13,491, посівши 168 місце серед найбільш касових фільмів 2007 року.